# Concrete Jungle (The OST)
Concrete Jungle (The OST) ist ein Musikalbum der US-amerikanischen Metalcore-Band Bad Omens. Das Album wurde am 31. Mai 2024 über Sumerian Records veröffentlicht. 

## Entstehung
Sänger Noah Sebastian erklärte im Juni 2023 im Artist Friedly Podcast von Good Charlottes Sänger Joel Madden, dass die Band derzeit sowohl an einem neuen Studioalbum, als auch einem Album mit Remixen, Kollaborationen und akustischen Versionen arbeite. Letzteres trug den Arbeitstitel Concrete Forever. Am 17. April 2024 wurde das Album schließlich angekündigt und enthält neben einigen neuen Titeln zahlreiche Kollaborationen mit Künstlern wie Poppy, Health, Swarm, Bob Vylan, Wargasm, Erra, Iris.exe, Thousand Below, Dahlia, Let’s Eat Grandma und Chief, alternative Versionen von Liedern des Albums The Death of Peace of Mind sowie einige Liveaufnahmen, die Anfang 2024 während der Europatournee mit Poppy aufgezeichnet wurden. Der Albumtitel bezieht sich auf das Lied Concrete Jungle, den ersten Titel ihres Studioalbums The Death of Peace of Mind. Für das Lied V.A.N wurde ein Musikvideo veröffentlicht.

## Hintergrund
| 1. C:\Projects\Cjost\Beatdeath – 0:57 2. V.A.N (feat. Poppy) – 4:34 3. The Drain (feat. Health & Swarm) – 3:45 4. Terms & Conditions (feat. Bob Vylan) – 2:07 5. Hedonist (Recharged) (feat. Wargasm) – 3:23 6. Even – 2:58 7. Loading Screen – 1:53 8. Anything > Human (feat. Erra) – 3:55 9. Digital Footprint – 4:46 10. Nervous System (feat. Iris.exe) – 3:20 11. C:\Projects\Cjost\Findpeace – 0:57 12. Artifical Suicide (unzipped) (feat. Thousand Below) – 1:52 13. The Grey (unzipped) (feat. Thousand Below) – 3:09 | 1. The Death of Peace of Mind (We Are Fury Patch) – 2:34 2. The Death of Peace of Mind (So Wylie Patch) – 2:45 3. Bad Decisions (Lofi) (feat. Dahlia) – 4:05 4. Just Pretend (Credits) (feat. Let’s Eat Grandma & Chief) – 3:59 5. C:\Project\Cjost\Clearmin – 0:57 6. Artificial Suicide (Live 2024) – 4:15 7. Like a Villain (Live 2024) – 4:10 8. The Grey (Live 2024) – 4:29 9. What Do You Want from Me? (Live 2024) – 3:44 10. Nowhere to Go (Live 2024) – 4:54 11. V.A.N. (Live 2024) (feat. Poppy) – 3:38 12. The Death of Peace of Mind (Live 2024) – 4:54 13. Just Pretend (Live 2024) – 9:47 |

## Rezeption

### Rezensionen
Isabelle Ambrosio vom britischen Magazin Kerrang schrieb, dass Bad Omens mit ihrem neuen Album „ihre Welt erweitert und expandiert“. Mit den „außerweltlichen“ Kollaborationen zeigt die Band eine „beeindruckende Tiefe im Verstehen der modernen Musik und Innovation“. Die Liveaufnahmen würden den Höhepunkt des Album darstellen, welches Ambrosio mit vier von fünf Punkten bewertete. Emily Swingle vom britischen Magazin Metal Hammer schrieb, dass Bad Omens mit ihrem neuen Album „Grenzen versetzt und Gold produziert haben“. Die Diskussion, wer die nächsten Superstars der harten Musik sein wird, wäre mit diesem Album „erledigt und angestaubt“. Swingle vergab ebenfalls vier von fünf Punkten.